# Xanthosoma brasiliense
Xanthosoma brasiliense là một loài thực vật có hoa trong họ Ráy (Araceae). Loài này được (Desf.) Engl. miêu tả khoa học đầu tiên năm 1920.